# Prometeo (Manship)
Prometeo (en inglés, Prometheus) es una escultura de bronce fundido dorado de 1934 de Paul Manship, ubicada sobre la plaza inferior del Rockefeller Center en Manhattan, Nueva York (Estados Unidos). Creada por Roman Bronze Works en Queens, la estatua tiene 5,5 m de altura y pesa 8 toneladas. Representa la leyenda griega del titán Prometeo, que era hijo del titán Jápeto y Clímene, trajo el fuego a la humanidad robándolo del Carro del Sol, lo que resultó en que Zeus encadenara a Prometeo y enviara un águila para comerse su hígado, que se regeneraba cada día.

## Descripción
La figura yacente está en un 18,3 por 4,9 m cuenca de la fuente frente a una pared rectangular gris en la Plaza Inferior, ubicada en el centro del Rockefeller Center. El anillo, que representa los cielos, está inscrito con los signos del zodíaco, que están etiquetados en el interior del anillo. A través del anillo, cae hacia la tierra (la montaña) y el mar (la piscina).
La inscripción, una paráfrasis de Esquilo, en la pared de granito detrás, dice: "Prometeo, maestro en todas las artes, trajo el fuego que ha demostrado ser un medio para los mortales para fines poderosos".: 105 
Prometeo se considera la obra de arte principal del Rockefeller Center y es una de las obras de arte más conocidas del complejo. El árbol de Navidad de temporada del Rockefeller Center se erige sobre la estatua cada invierno. Durante el resto del año, Prometeo sirve como atracción estética principal en el restaurante al aire libre de la plaza inferior.: 105 

### Obras de arte asociadas
La estatua estaba flanqueada por las esculturas de Manship Juventud y Doncella (las "Figuras de la humanidad"), ocupando los estantes de granito en la parte trasera. (Los estantes ahora están cubiertos por plantas). Fueron reubicados en el Palazzo d'Italia de 1939 a 1984, porque Manship pensó que no encajaban visualmente.: 101 Originalmente dorados, se les dio una pátina marrón cuando se restauraron. Fueron trasladados a la escalera sobre la pista de patinaje en 2001, como si estuvieran "anunciando a Prometeo".
Existen cuatro maquetas de Prometeo: una en el Museo Smithsoniano de Arte Americano de la Instituto Smithsoniano, una en el Museo de Arte de Minnesota y dos en colecciones privadas. Existía una réplica a gran escala de Grand Indonesia Shopping Town recreada por Legacy Entertainment en el atrio de la fuente del distrito de entretenimiento ubicado en Yakarta, pero se eliminó a fines de 2019 debido a la nueva pantalla LED.

## Modelos
El modelo de Prometeo fue Leonardo Nole (c. 1907
-1998), un salvavidas ítalo-estadounidense de New Rochelle que modeló para clases de arte en la universidad. Pasó tres meses posando para este encargo en la primavera de 1933. Después de la Segunda Guerra Mundial, se convirtió en trabajador postal.
El asistente de Manship, Angelo Colombo, hizo la mayor parte del trabajo de detalle cuando Nole estaba posando. Henry Kreis, otro asistente, esculpió el cabello. 
Ray Van Cleef posó para la representación original a pequeña escala.

## Galería

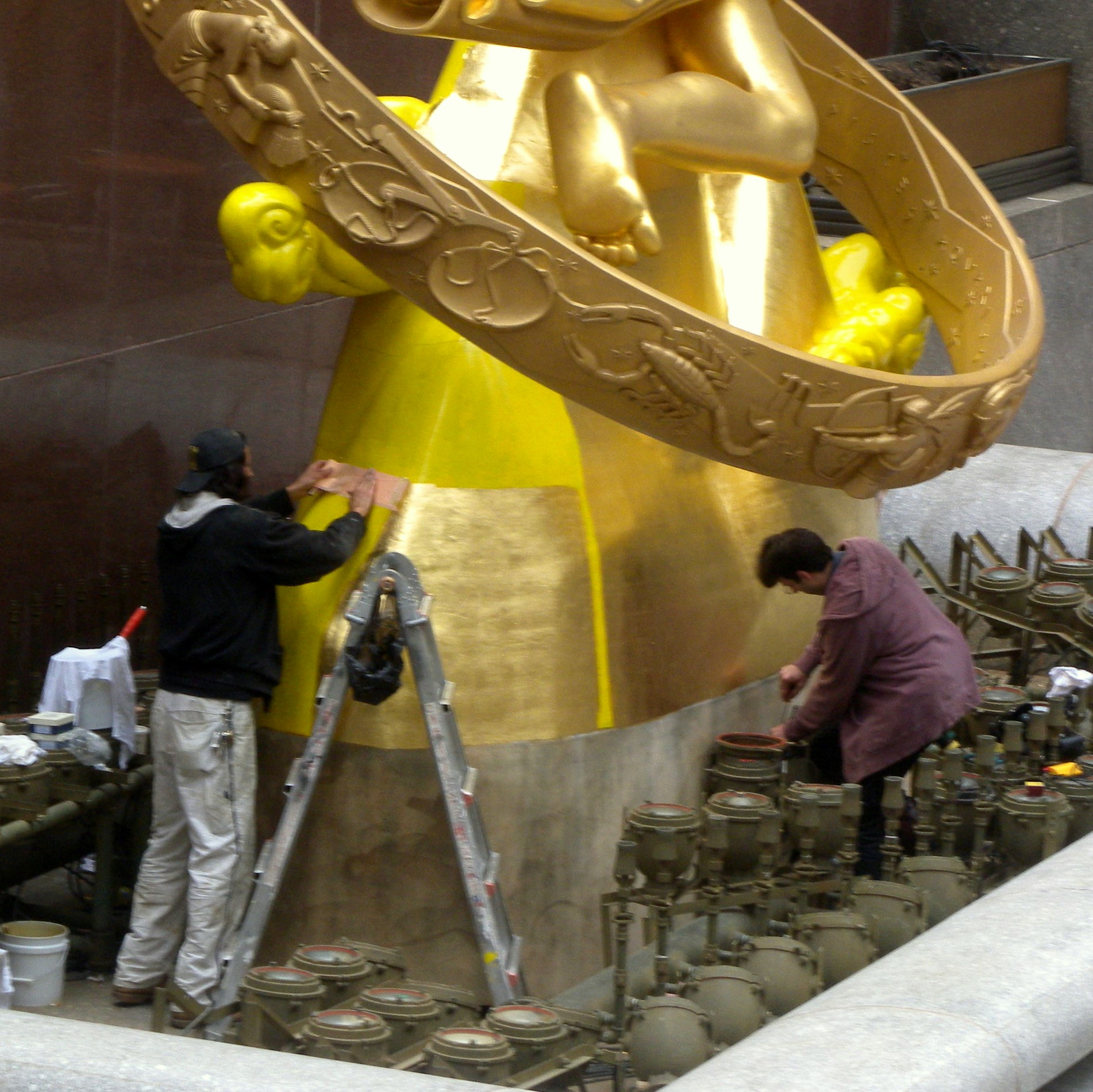
Redorado en 2011
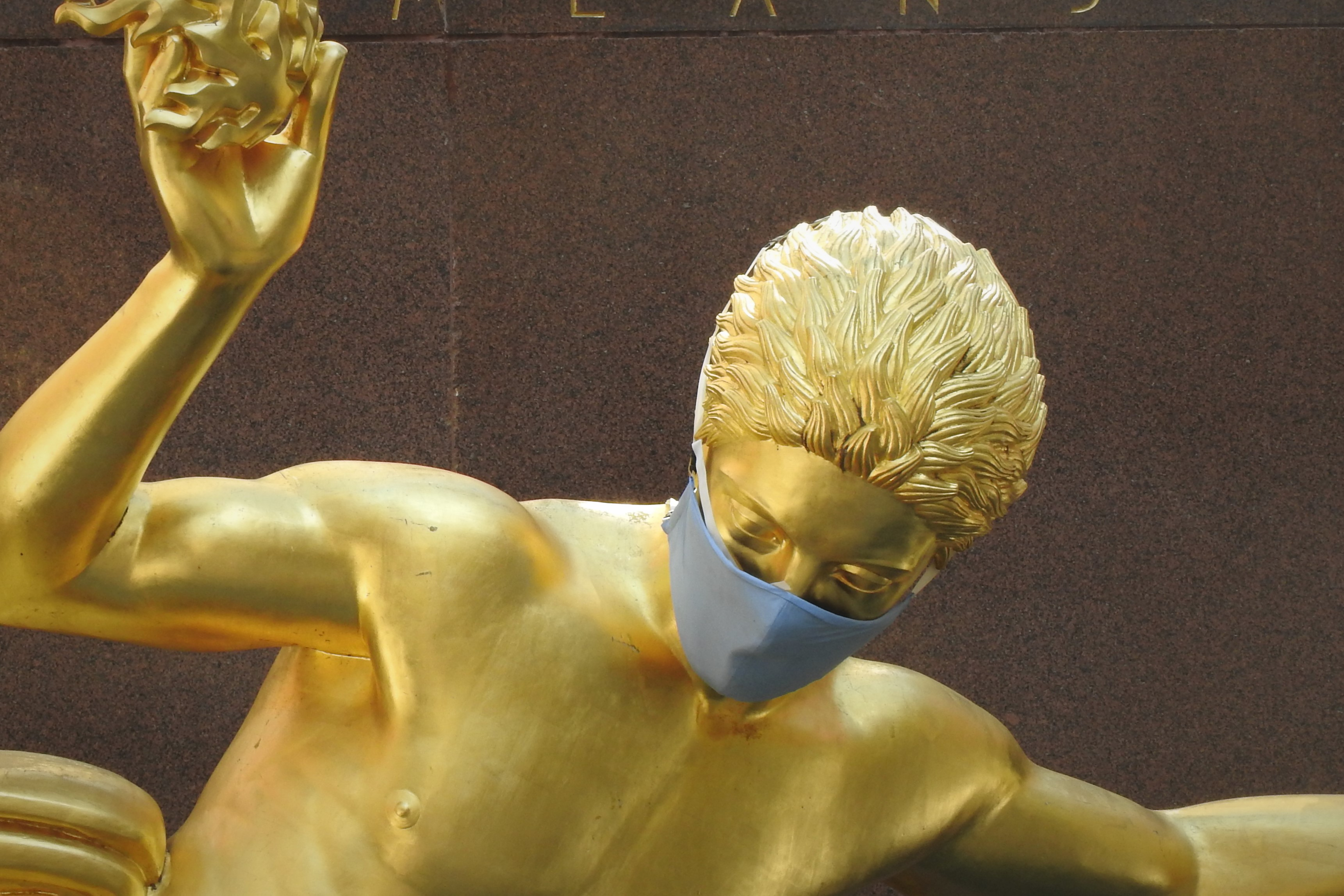
Uso de mascarilla durante la pandemia de COVID-19 en la ciudad de Nueva York